# Bōsōzoku

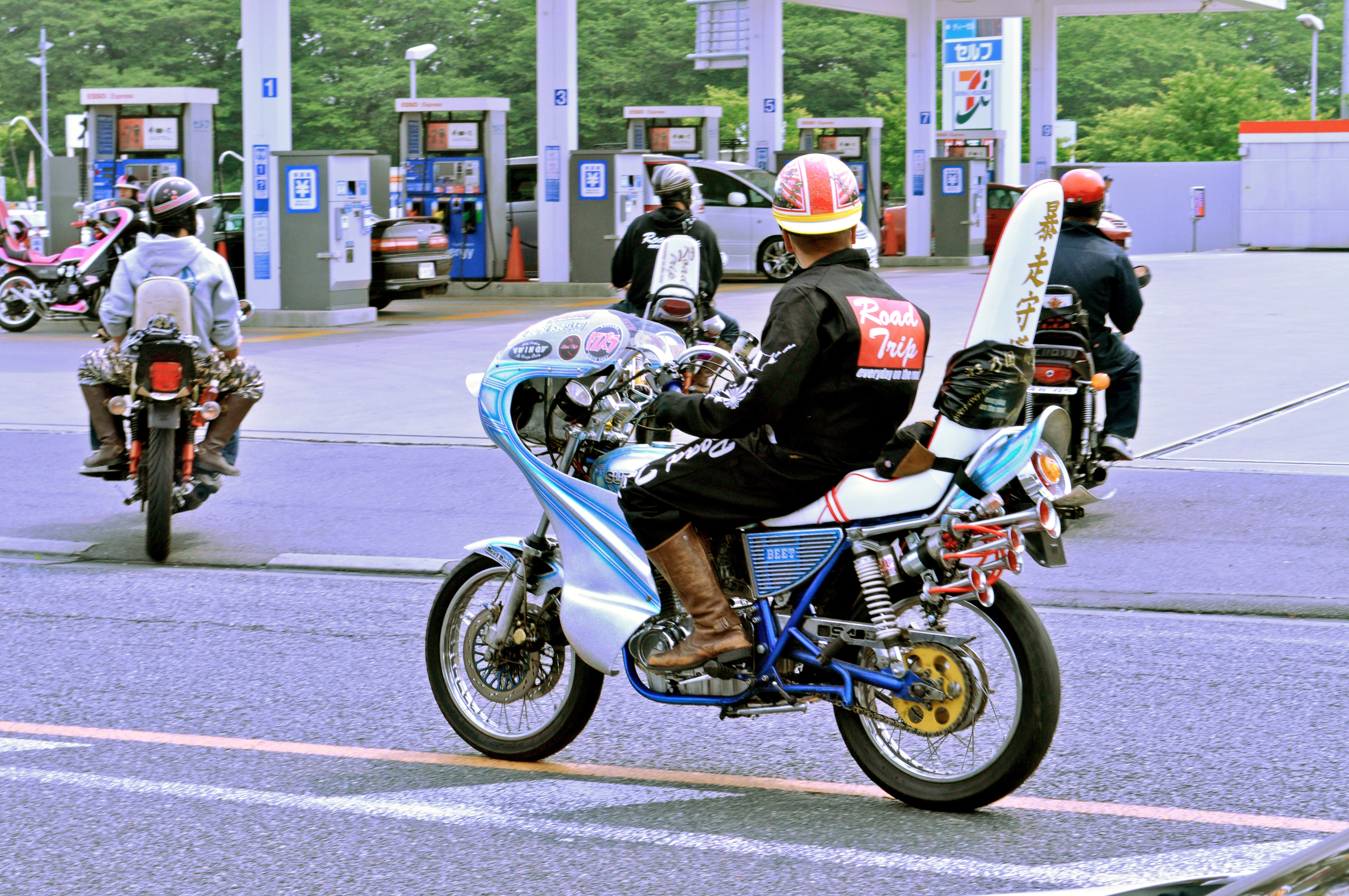
En bōsōzoku-grupp 2013

Bōsōzoku (japanska: 暴走族?, Bōsōzoku), bokstavligen översatt till "våldsamma körgäng", är en japansk subkultur av motorcykelgäng som var särskilt framträdande under 1970- och 1980-talet. Kulturen är känd för sina kraftigt modifierade motorcyklar, uppseendeväckande klädstil och rebelliska attityd gentemot samhället och myndigheter.  

## Historia och bakgrund
Bōsōzoku började dyka upp under efterkrigstiden i Japan, när unga män från arbetarklassen inspirerades av amerikanska motorcykelgäng och blandade deras stil med japanska kulturella influenser. Under 1960- och 1970-talen utvecklades fenomenet till en distinkt subkultur kopplad till illegala gaturace och konfrontationer med polisen.  
Under sin storhetstid kunde bōsōzoku-grupper bestå av hundratals medlemmar och organiserade massiva motorcykelkonvojer genom stadskärnor och motorvägar, ofta i syfte att störa trafiken och provocera fram polisjakter. Många av dessa gäng såg sig själva som efterföljare till äldre japanska samurajideal och använde symbolik från kamikazepiloter och yakuza-traditioner.  

## Motorcyklar och modifieringar

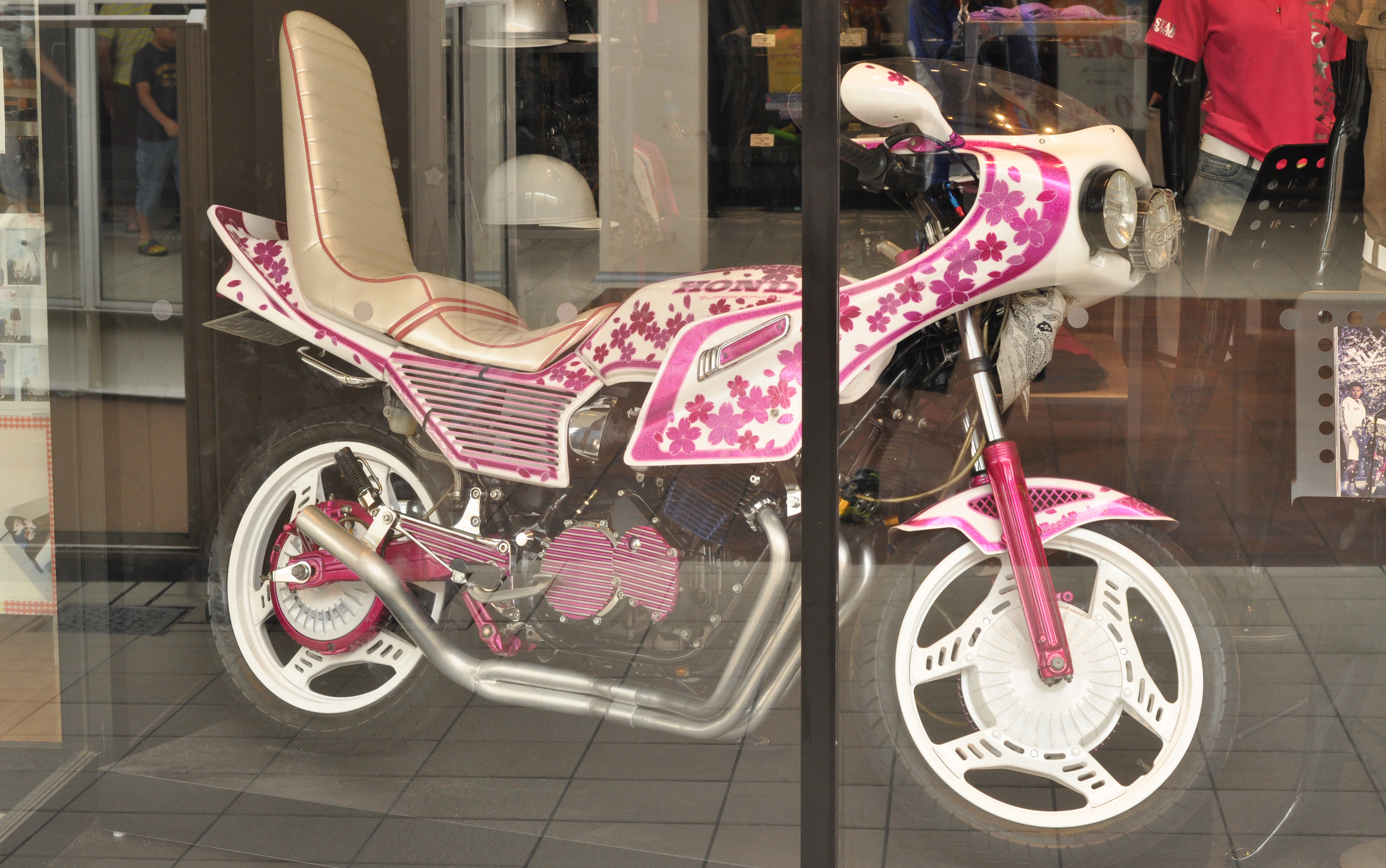
Olaglig bōsōzoku motorcykel

Bōsōzoku-motorcyklar var oftast starkt modifierade för att sticka ut både visuellt och ljudmässigt. Populära modeller var Honda CB750, Kawasaki Z400 och Suzuki GSX400, som anpassades med höga styren, förlängda sadelar, och uppseendeväckande avgasrör som kunde vara flera meter långa.  
Lackeringarna inkluderade ofta patriotiska symboler som den japanska kejsarflaggan och slogans skrivna i kanji. Ljudet var en viktig del av bōsōzoku-stilen, och många grupper använde specialdesignade ljuddämpare för att få motorcyklarna att låta så högt som möjligt. Syftet var att dra till sig uppmärksamhet och utmana polisen, snarare än att uppnå hög prestanda.  

## Klädstil och symbolik

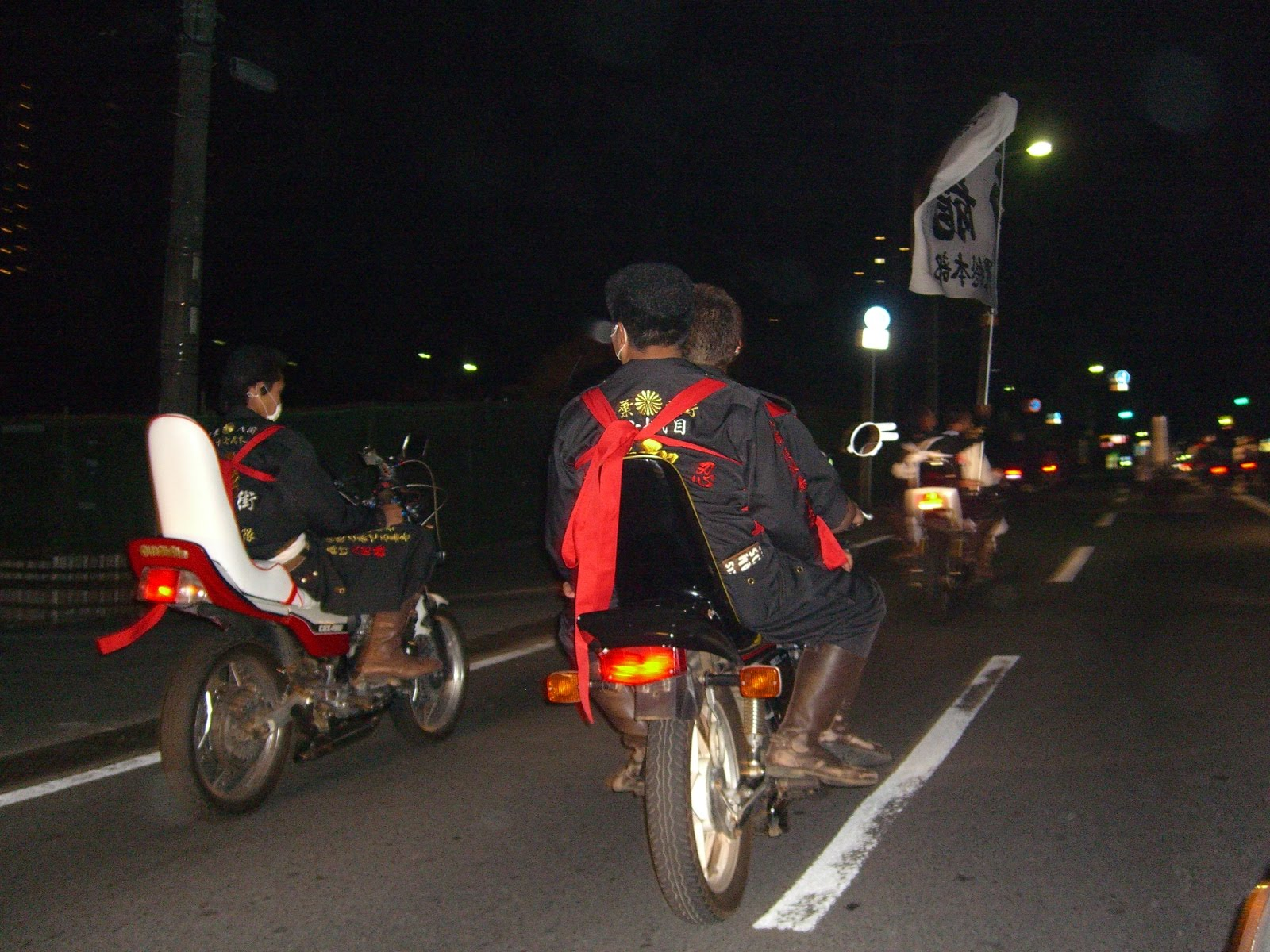
Bōsōzoku-grupp på nattkörning

Bōsōzoku-medlemmar var kända för sin unika klädstil som ofta inkluderade Tokkō-fuku (特攻服), en slags lång rock inspirerad av andra världskrigets kamikazepiloter. Jackorna och overallerna var ofta prydda med patriotiska symboler, slagord och gängnamn broderade i stora tecken.  
Andra kännetecken var löst sittande byxor, motorcykelhandskar, hachimaki-pannband och pilotglasögon. Många medlemmar bar också tatueringar, något som i Japan traditionellt varit förknippat med yakuza, även om kopplingen mellan bōsōzoku och organiserad brottslighet var komplex och varierade från gäng till gäng. 

## Bōsōzoku och polisens ingripanden
Japanska myndigheter såg bōsōzoku som ett allvarligt samhällsproblem, särskilt under 1980- och 1990-talen, när vissa gäng blev mer våldsamma och kopplingar till organiserad brottslighet blev tydligare. Polisen införde hårdare lagar, ökade övervakning och satte in specialstyrkor för att bekämpa gängens aktiviteter.  
Efter år av repressiva åtgärder minskade bōsōzoku kraftigt i antal. Under 2000-talet hade många av de stora gängen försvunnit eller omvandlats till mindre organiserade grupper.

## Kulturell påverkan och arv
Trots att bōsōzoku har minskat i antal lever deras estetiska och kulturella arv vidare i populärkulturen. Manga och anime som Akira, Tokyo Revengers och Great Teacher Onizuka har inspirerats av bōsōzoku-stilen.
Även inom bilkulturen har vissa influenser överlevt, särskilt i bosozoku-style-modifieringar av bilar med extremt överdimensionerade spoilers, avgasrör och färgglada lackeringar.  
Idag finns små grupper som försöker hålla bōsōzoku-traditionen vid liv, även om de är betydligt färre än under sin storhetstid. Vissa äldre medlemmar har också gått vidare till att bli en del av yakuza, medan andra helt har lämnat det kriminella livet bakom sig.